# 羅什福爾伯爵
罗什福尔伯爵（法語：Comte de Rochefort），他是法国作家大仲马创作的《达达尼昂浪漫三部曲》系列中的角色。罗什福尔伯爵在小说中出场时被描述为大约40至45岁，他的脸颊上有一道伤疤。

## 角色生平
罗什福尔伯爵在该系列的第一部《三个火枪手》中首次登场，他作为时任法国宰相的红衣主教黎塞留的重要亲信，一直与国王的火枪手达达尼昂等人为敌。两人的斗争持续到了小说的结尾，最终以黎塞留让罗什福尔伯爵与达达尼昂等人握手言和而画上了句号。
其后他在1845年出版的续篇《二十年后》中再次出现，此时的罗什福尔伯爵已经失去了黎塞留的继任者马萨林枢机的信赖，他曾经在巴士底狱度过了五年的时间。当马萨林因为罗什福尔伯爵过于年老而解雇他时，他加入了投石党人的阵营。他帮助阿托斯解救了博福尔公爵，并最终在反对马萨林回归巴黎的骚乱中再次出现；他在战斗的混乱中无法认出他昔日的朋友，以至于在交战中不幸被达达尼昂杀死。正如罗什福尔伯爵以前所预测的那样，如果他与达达尼昂展开第四次战斗，他可能会失去性命。

## 影视形象
罗什福尔伯爵多次出现在各种小说改编剧集中，他曾被多名演员所扮演：
- 博伊德·欧文（英语：Boyd Irwin）于1921年电影《三个火枪手（英语：The Three Musketeers (1921 film)）》中饰演罗什福尔伯爵。
- 乌尔里希·豪普特（英语：Ullrich Haupt (actor, born 1887)）在1929年电影《铁面人（英语：The Iron Mask）》中饰演罗什福尔。
- 英国演员克里斯托弗·李曾分别在《三剑客（英语：The Three Musketeers (1973 live-action film)）》、《四剑客（英语：The Four Musketeers (1974 film)）》与《火枪手归来（英语：The Return of the Musketeers）》三部电影中扮演罗什福尔。
- 鲍里斯·克柳耶夫（英语：Boris Klyuyev）于1978年在苏联迷你剧《达达尼昂与三个火枪手（英语：D'Artagnan and Three Musketeers）》中饰演罗什福尔。
- 迈克尔·温科特（英语：Michael Wincott）在1993年的美国电影《三个火枪手（英语：The Three Musketeers (1993 film)）》中饰演罗什福尔。
- 大卫·斯科菲尔德（英语：David Schofield (actor)）于2001年在《火枪手（英语：The Musketeer）》中扮演罗什福尔伯爵。
- 丹麦演员麦斯·米科尔森在2011年3D电影《三个火枪手》中饰演罗什福尔伯爵。
- 马克·沃伦（英语：Marc Warren）在BBC改编电视剧《三个火枪手（英语：The Musketeers）》第二季中饰演罗什福尔伯爵，该剧对小说情节改动较大，罗什福尔伯爵在该系列的第二季取代了黎塞留（彼得·卡帕尔蒂饰演）作为主要的反派角色而活跃。

### 延伸阅读
- Twenty Years After, Alexandre Dumas, ed. David Coward. Oxford World's Classics edition (ISBN 0-19-283843-1)